# Pierre Boussard
Pour les articles homonymes, voir Boussard.
 (septembre 2022).
Si vous disposez d'ouvrages ou d'articles de référence ou si vous connaissez des sites web de qualité traitant du thème abordé ici, merci de compléter l'article en donnant les références utiles à sa vérifiabilité et en les liant à la section « Notes et références ».
Pierre Boussard, né le 27 juin 1917 à Plogonnec (Finistère) et mort le 18 octobre 1997, est un prélat français, évêque de Vannes de 1965 à 1991.

## Biographie
Né dans une famille de cultivateurs, il fait ses études chez les frères de Ploërmel avant d'entrer au petit séminaire de Pont-Croix.
Après l'obtention de son baccalauréat, il entre en 1936 au grand séminaire de Quimper.
Prisonnier pendant quatre ans, il ne peut être ordonné prêtre qu'en 1947, puis envoyé à Rome pour y terminer ses études.
À son retour de Rome, en 1949, licencié en théologie, il est nommé vicaire à Audierne.
Engagé dans l'Action catholique (aumônier, puis chargé de la presse), il est alors appelé à Quimper par André Fauvel qui lui confie la charge de vicaire général du Léon.
Il est nommé évêque de Vannes en septembre 1964.